# Jean Marsh

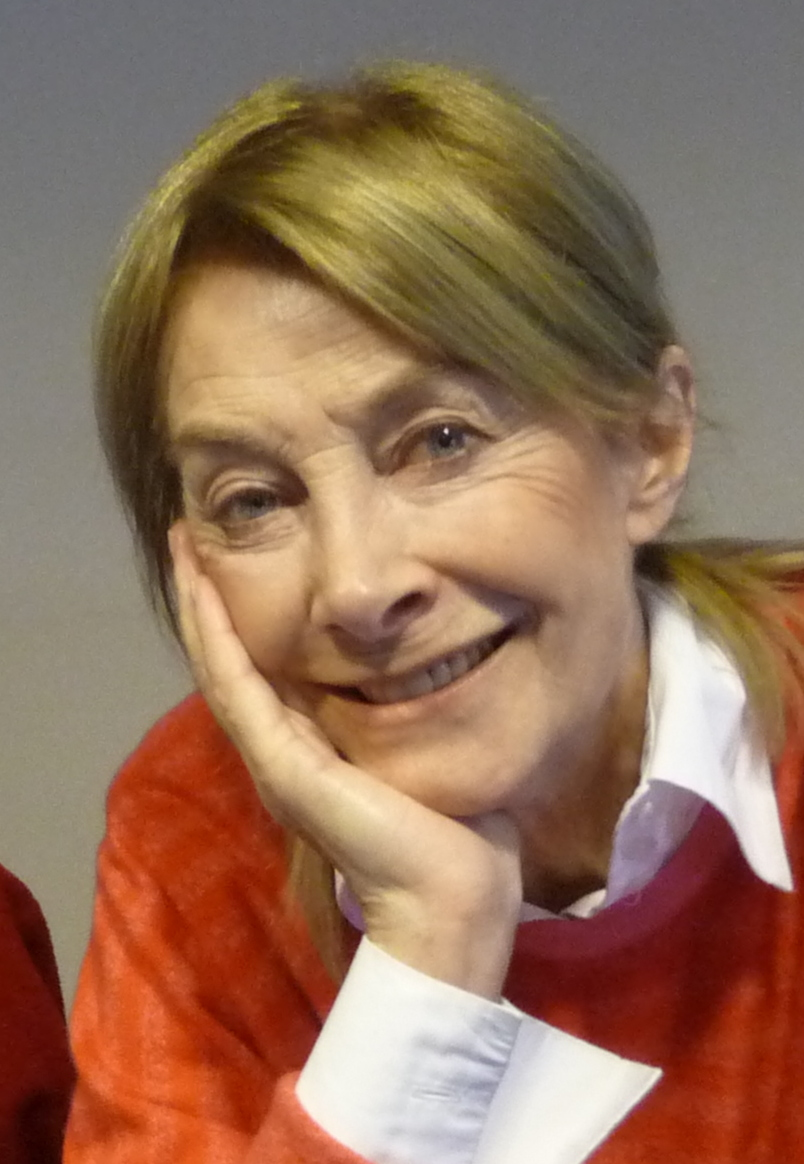
Jean Marsh (2009)

Jean Lyndsay Torren Marsh, OBE (* 1. Juli 1934 in London; † 13. April 2025 ebenda) war eine britische Film- und Theaterschauspielerin sowie Drehbuchautorin.

## Werdegang
Jean Marsh wuchs in einer Mittelstandsfamilie auf. Ihr Vater war Handelsvertreter und ihre Mutter Ausstatterin an einem kleinen Theater. Marsh stand bereits in jungen Jahren auf der Bühne und arbeitete als Jugendliche gelegentlich als Fotomodell. Sie studierte erst als Erwachsene Schauspiel und gab 1953 mit dem britischen Kriminalfilm The Limping Man ihr Debüt als Schauspielerin.
1959 zog sie für knapp drei Jahre in die USA, wo sie im September desselben Jahres in John Gielguds Adaption von Viel Lärm um nichts am Broadway auf der Bühne stand. In den USA hatte sie jedoch nur mäßigen Erfolg. Zu ihrem bekanntesten Film in jener Zeit zählt der 1963 produzierte Monumentalfilm Cleopatra, in dem Marsh in einer Nebenrolle zu sehen ist. Ab den 1960er Jahren trat sie in Gastrollen zahlreicher bekannter Fernsehserien wie Simon Templar oder Die 2 auf, später noch in Die Waltons (1977), Hawaii Fünf-Null (1978) oder in Mord ist ihr Hobby (1993). Die Haushälterin Rose in der ab 1971 produzierten britischen Fernsehserie Das Haus am Eaton Place wurde wohl ihre international bekannteste Rolle. Die Idee zu dieser Serie hatte sie selbst zusammen mit ihrer Kollegin Eileen Atkins. 1971 erhielt sie für ihre darstellerische Leistung einen Emmy Award. Zweimal, 1975 und 1977, war sie für den Golden Globe nominiert.
Als Filmschauspielerin wurde Marsh einem breiteren Publikum erst durch ihre Rolle der bösen Königin Bavmorda in dem 1988 produzierten Fantasyfilm Willow bekannt, für die sie für den Saturn Award als Beste Nebendarstellerin nominiert wurde.
Im Juni 2012 wurde Marsh von Königin Elisabeth II. in den Order of the British Empire aufgenommen. Sie führte den größten Teil ihres Lebens ein Singledasein. Am 2. April 1955 heiratete die damals 21-Jährige den zu diesem Zeitpunkt bereits 36-jährigen Schauspieler Jon Pertwee. Die Ehe wurde am 8. August 1960 geschieden. Sie hat nie wieder geheiratet und blieb auch kinderlos.
Marsh lebte zuletzt in der Landgemeinde Boxford in der britischen Grafschaft West Berkshire. Sie starb im April 2025 im Alter von 90 Jahren an den Folgen einer Demenzerkrankung.

## Filmografie (Auswahl)
- 1953: Wer ist Kendall Brown (The Limping Man)
- 1959: Unwahrscheinliche Geschichten (The Twilight Zone, Fernsehserie, Folge „The Lonely“)
- 1963: Cleopatra
- 1964–1968: Simon Templar (The Saint; 4 Folgen)
- 1965–1989: Doctor Who (Fernsehserie, 15 Folgen)
- 1969: UFO (Fernsehserie, Folge 01x04 „Exposed“)
- 1972: Frenzy
- 1971–1975: Das Haus am Eaton Place (Upstairs Downstairs, Fernsehserie, 54 Folgen)
- 1973: Das Grab der lebenden Puppen (Dark Places)
- 1976: Der Adler ist gelandet (The Eagle Has Landed)
- 1977: Die Waltons (The Waltons, Fernsehserie, Folge 5x23)
- 1980: Das Grauen (The Changeling)
- 1981: Goliath – Sensation nach 40 Jahren (Goliath Awaits)
- 1983: Love Boat (The Love Boat, Fernsehserie, Folgen 7x07 & 7x08)
- 1985: Oz – Eine fantastische Welt (Return to Oz)
- 1988: Willow
- 1989: Zeitsprung in die Tafelrunde (A Connecticut Yankee in King Arthur’s Court, Fernsehfilm)
- 1991: Die Juwelenjagd (Bejewelled, Fernsehfilm)
- 1992: Adam Bede – Schicksal und Leidenschaft (Adam Bede, Fernsehfilm)
- 1993: Mord ist ihr Hobby (Murder, She Wrote, Fernsehserie, Folge 10x01 „Ein unseriöses Angebot“)
- 1994: Vaterland (Fatherland, Fernsehfilm)
- 2000–2001: Geisterzeit in Little Henlock (The Ghost Hunter)
- 2003: Doctors (Fernsehserie, Folge 5x108)
- 2008: Sinn und Sinnlichkeit (Sense & Sensibility, Fernsehserie, Folge 1x03)
- 2010: The Heavy
- 2010–2012: Rückkehr ins Haus am Eaton Place (Upstairs – Downstairs, Fernsehserie, 5 Folgen)
- 2014: Grantchester (Fernsehserie, Folge 1x03)

## Auszeichnungen (Auswahl)
- 1975: Nominierung für den Golden Globe Award/Beste Serien-Hauptdarstellerin – Drama, für: Das Haus am Eaton Place (Upstairs Downstairs)
- 1977: Nominierung für den Golden Globe Award/Beste Serien-Hauptdarstellerin – Drama, für: Das Haus am Eaton Place (Upstairs Downstairs)
- 1990: Nominierung für den Saturn Award für die beste Nebendarstellerin, für: Willow (Willow)